# Repas officiel de l'État de l'Oklahoma
Le repas officiel de l'État de l'Oklahoma est un emblème de l'État de l'Oklahoma, aux États-Unis. Alors que de nombreux États américains ont un ou plusieurs aliments officiels, c'est le seul repas officiel d'un État américain.

## Histoire
Le repas est établi par la 41e législature de l'Oklahoma en 1988. Le processus de sélection du menu comprend la contribution du ministère de l'Agriculture de l'Oklahoma, diverses associations de l'État et certaines entreprises agroalimentaires. Le 19 avril 1988 est défini comme l'Oklahoma Meal Day, et les restaurants sont encouragés à proposer ce repas.

## Menu
Les plats sont typiques de la cuisine du Sud des États-Unis. Les éléments du menu comprennent des aliments de base historiques de la région et représentent la production agricole de l'État.
Il se compose de viandes : porc cuit au barbecue, chicken fried steak, saucisse avec biscuits (petits pains) et une sauce au jus de viande ; de légumes : cornille, maïs, gombo frit, grits et cucurbita ; le tout accompagné de pain de maïs.
Le dessert se compose de tarte aux pacanes et de fraises.